# Marnie
Marnie is een Amerikaanse thriller uit 1964, geregisseerd door Alfred Hitchcock. De hoofdrollen worden vertolkt door Tippi Hedren (eerder te zien in Hitchcocks The Birds), Sean Connery en Diane Baker. Het verhaal is gebaseerd op de gelijknamige roman van Winston Graham.
De film werd in 1964 bij de lancering niet goed ontvangen door de pers. Opvallend in de film is Hitchocks voorkeur om elke scène, binnen of buiten, in de studio op te nemen. Daardoor is de ene helft van de film gemaakt voor een projectiescherm en de andere helft in de studio.

## Verhaal
Het verhaal draait om kleptomane Marnie, die onder verschillende namen van het ene bedrijf naar het andere bedrijf gaat om eerst de keurige secretaresse uit te hangen en daarna de kluis leeg te stelen. Mark is eigenaar van een van die bedrijven. Hij herkent Marnie omdat hij haar eerder heeft gezien in een ander bedrijf, maar neemt haar toch aan omdat hij nieuwsgierig is.
Als Marnie vervolgens toeslaat, zet Mark de achtervolging in om er achter te komen wat deze mooie vrouw drijft in haar daden. Hij vindt haar, en chanteert haar om met hem te trouwen. Vervolgens gaan ze samen op huwelijksreis aan boord van een cruiseschip, waarbij hij hun huwelijk “inzegent” door haar te verkrachten. Marnie probeert hierop zelfmoord te plegen in het zwembad van het schip, maar Mark redt haar.
Uiteindelijk komt Mark erachter dat Marnie zo is geworden door een ervaring uit haar jeugd. Haar moeder was een prostituee. Toen Marnie op een avond bang was voor een storm, probeerde een van haar moeders klanten haar te kalmeren. Haar moeder dacht echter dat de man haar wilde verkrachten en ging hem te lijf. Marnie was gedwongen haar moeder te hulp te komen door de man met een pook neer te slaan. Deze ervaring maakte dat ze voortaan mannen wantrouwde en de kleur rood haat. Nu dit bekend is geworden, stelt Marnie zich meer open voor het huwelijk met Mark.

## Rolverdeling
| Acteur           | Personage      |
| ---------------- | -------------- |
| Tippi Hedren     | Marnie Edgar   |
| Sean Connery     | Mark Rutland   |
| Diane Baker      | Lil Mainwaring |
| Louise Latham    | Bernice Edgar  |
| Mariette Hartley | Susan Clabon   |
| Martin Gabel     | Sidney Strutt, |
| Bruce Dern       | zeeman         |
| Alan Napier      | Mr. Rutland    |
| Bob Sweeney      | neef Bob       |
| Meg Wyllie       | Mrs. Turpin    |

Hitchcock heeft vijf minuten na aanvang van de film een cameo als een man die een hotelkamer uitkomt.

## Achtergrond

### Productie
In 1961 bood Alfred Hitchcock Grace Kelly, toenmalig prinses van Monaco, de hoofdrol in Marnie aan. Ze accepteerde, maar dit leidde in Monaco tot protesten. Bovendien was ze ten tijde van haar huwelijk met prins Reinier III van Monaco in 1956 haar contract bij MGM nog niet volledig nagekomen, dus kon MGM haar verbieden aan Hitchcocks film mee te werken. Kelly wees de rol daarom af, waarna Hitchcock zijn plannen voor Marnie opzij zette om eerst te werken aan The Birds (1963).
Na The Birds pakte Hitchcock de draad met Marnie weer op. Volgens het boek Hitchcock and the Making of Marnie van Tony Lee Moral suggereerde Paramount Pictures dat Lee Remick de hoofdrol kon krijgen. Eva Marie Saint (bekend van Hitchcock's North by Northwest) en Susan Hampshire deden tevens een poging de rol te krijgen. Hitchcock zelf dacht eerst aan Vera Miles en Claire Griswold, maar zijn uiteindelijke keuze werd Tippi Hedren. Volgens eigen zeggen was Hedren erg verbaasd dat Hitchcock haar de rol aanbood. In 2005, meer dan 40 jaar na de première van de film, zei ze in een interview dat Marnie haar favoriete filmrol was.
Het scenario van de film is geschreven door Jay Presson Allen naar een eerste scenario van Joseph Stefano en Evan Hunter. Hunter werd door Hitchcock ontslagen nadat hij weigerde om de scène waarin Mark Marnie verkracht in het scenario te verwerken. Hij was bang dat het publiek mogelijk zijn sympathie voor het personage Mark zou verliezen door deze scène.
Sean Connery was bang dat zijn contract bij Eon Productions voor zowel James Bondfilms als andere films zijn carrière zou hinderen. Daarom weigerde hij al elke niet-Bondfilm die Eon hem aanbood. Hij wilde graag een keer met Hitchcock samenwerken, wat Eon vervolgens voor hem regelde. Connery vroeg, tegen de traditie in, alvast het scenario in te mogen zien voor hij definitief ja zou zeggen tegen de rol. Hij was bang dat gezien zijn status als James Bondacteur Hitchcock hem zou typecasten als een spion.
De opnames hadden eigenlijk moeten beginnen op 25 november 1963, maar werden uitgesteld vanwege de moord op president John F. Kennedy en de periode van nationale rouw die hierop volgde.

### Analyse
Marnie was in meerdere opzichten een mijlpaal voor Hitchcock. Het was de laatste film van zijn hand waarin een zogenaamde “Hitchcock-blondine” een centrale rol speelde. Het was ook de laatste film waarin hij samenwerkte met enkele van zijn vaste crewleden, zoals Robert Burks (die in 1968 overleed), George Tomasini (die kort na de première van Marnie overleed), en Bernard Herrmann (die werd ontslagen tijdens de productie van Hitchcock’s volgende film, Torn Curtain ).

### Uitgave en ontvangst
Marnie was niet erg succesvol in de Amerikaanse bioscopen, maar deed het redelijk in Italië en het Verenigd Koninkrijk. Volgens criticus Leonard Maltin was Marnie zijn tijd te ver vooruit. In zijn biografie The Dark Side of Genius omschrijft Donald Spoto de film als Hitchcock’s laatste meesterwerk.
De effecten in de film worden vaak bekritiseerd als “onrealistisch”.

## Prijzen en nominaties
In 2005 werd Marnie samen met een aantal andere films van Hitchcock genomineerd voor de Satellite Award voor Outstanding Classic DVD.